# Ligue des champions masculine de l'EHF 1998-1999
Navigation
Ligue des champions 1997-1998 Ligue des champions 1999-2000
La saison 1998-1999 de la Ligue des champions masculine de l'EHF met aux prises 33 équipes européennes. Il s’agit de la 39e édition de la compétition, anciennement Coupe d'Europe des clubs champions, organisée par l'EHF.
La compétition est remportée pour la 5e fois par le club espagnol du FC Barcelone qui conserve son titre aux dépens du club croate du Badel 1862 Zagreb.

## Participants
| Deuxième tour | Deuxième tour | Deuxième tour | Deuxième tour | Deuxième tour | Deuxième tour | Deuxième tour | Deuxième tour | Deuxième tour | Deuxième tour | Deuxième tour | Deuxième tour | Deuxième tour | Deuxième tour | Deuxième tour | Deuxième tour | Deuxième tour | Deuxième tour | Deuxième tour | Deuxième tour | Deuxième tour | Deuxième tour | Deuxième tour | Deuxième tour | Deuxième tour | Deuxième tour | Deuxième tour | Deuxième tour | Deuxième tour | Deuxième tour |
| --- | --- | --- | --- | --- | --- | --- | --- | --- | --- | --- | --- | --- | --- | --- | --- | --- | --- | --- | --- | --- | --- | --- | --- | --- | --- | --- | --- | --- | --- |
| - FC Barcelone : tenant du titre - THW Kiel : champion d'Allemagne - HC Sparkasse Bruck : Champion d'Autriche - Initia HC Hasselt : Champion de Belgique - SKA Minsk : Champion de Biélorussie - HC Port Burgas : Champion de Bulgarie - RK Badel 1862 Zagreb : Champion de Croatie - GOG Gudme : Champion du Danemark - Portland San Antonio : Vice-champion d'Espagne - BK-46 Karis : Champion de Finlande - Montpellier Handball : champion de France - AC Doukas : champion de Grèce - Fotex Veszprém SE : champion de Hongrie - Hapoël Rishon LeZion : Champion d'Israël - HC Alpi Prato : Champion d'Italie - HC Granitas Kaunas : Champion de Lituanie | - FC Barcelone : tenant du titre - THW Kiel : champion d'Allemagne - HC Sparkasse Bruck : Champion d'Autriche - Initia HC Hasselt : Champion de Belgique - SKA Minsk : Champion de Biélorussie - HC Port Burgas : Champion de Bulgarie - RK Badel 1862 Zagreb : Champion de Croatie - GOG Gudme : Champion du Danemark - Portland San Antonio : Vice-champion d'Espagne - BK-46 Karis : Champion de Finlande - Montpellier Handball : champion de France - AC Doukas : champion de Grèce - Fotex Veszprém SE : champion de Hongrie - Hapoël Rishon LeZion : Champion d'Israël - HC Alpi Prato : Champion d'Italie - HC Granitas Kaunas : Champion de Lituanie | - FC Barcelone : tenant du titre - THW Kiel : champion d'Allemagne - HC Sparkasse Bruck : Champion d'Autriche - Initia HC Hasselt : Champion de Belgique - SKA Minsk : Champion de Biélorussie - HC Port Burgas : Champion de Bulgarie - RK Badel 1862 Zagreb : Champion de Croatie - GOG Gudme : Champion du Danemark - Portland San Antonio : Vice-champion d'Espagne - BK-46 Karis : Champion de Finlande - Montpellier Handball : champion de France - AC Doukas : champion de Grèce - Fotex Veszprém SE : champion de Hongrie - Hapoël Rishon LeZion : Champion d'Israël - HC Alpi Prato : Champion d'Italie - HC Granitas Kaunas : Champion de Lituanie | - FC Barcelone : tenant du titre - THW Kiel : champion d'Allemagne - HC Sparkasse Bruck : Champion d'Autriche - Initia HC Hasselt : Champion de Belgique - SKA Minsk : Champion de Biélorussie - HC Port Burgas : Champion de Bulgarie - RK Badel 1862 Zagreb : Champion de Croatie - GOG Gudme : Champion du Danemark - Portland San Antonio : Vice-champion d'Espagne - BK-46 Karis : Champion de Finlande - Montpellier Handball : champion de France - AC Doukas : champion de Grèce - Fotex Veszprém SE : champion de Hongrie - Hapoël Rishon LeZion : Champion d'Israël - HC Alpi Prato : Champion d'Italie - HC Granitas Kaunas : Champion de Lituanie | - FC Barcelone : tenant du titre - THW Kiel : champion d'Allemagne - HC Sparkasse Bruck : Champion d'Autriche - Initia HC Hasselt : Champion de Belgique - SKA Minsk : Champion de Biélorussie - HC Port Burgas : Champion de Bulgarie - RK Badel 1862 Zagreb : Champion de Croatie - GOG Gudme : Champion du Danemark - Portland San Antonio : Vice-champion d'Espagne - BK-46 Karis : Champion de Finlande - Montpellier Handball : champion de France - AC Doukas : champion de Grèce - Fotex Veszprém SE : champion de Hongrie - Hapoël Rishon LeZion : Champion d'Israël - HC Alpi Prato : Champion d'Italie - HC Granitas Kaunas : Champion de Lituanie | - FC Barcelone : tenant du titre - THW Kiel : champion d'Allemagne - HC Sparkasse Bruck : Champion d'Autriche - Initia HC Hasselt : Champion de Belgique - SKA Minsk : Champion de Biélorussie - HC Port Burgas : Champion de Bulgarie - RK Badel 1862 Zagreb : Champion de Croatie - GOG Gudme : Champion du Danemark - Portland San Antonio : Vice-champion d'Espagne - BK-46 Karis : Champion de Finlande - Montpellier Handball : champion de France - AC Doukas : champion de Grèce - Fotex Veszprém SE : champion de Hongrie - Hapoël Rishon LeZion : Champion d'Israël - HC Alpi Prato : Champion d'Italie - HC Granitas Kaunas : Champion de Lituanie | - FC Barcelone : tenant du titre - THW Kiel : champion d'Allemagne - HC Sparkasse Bruck : Champion d'Autriche - Initia HC Hasselt : Champion de Belgique - SKA Minsk : Champion de Biélorussie - HC Port Burgas : Champion de Bulgarie - RK Badel 1862 Zagreb : Champion de Croatie - GOG Gudme : Champion du Danemark - Portland San Antonio : Vice-champion d'Espagne - BK-46 Karis : Champion de Finlande - Montpellier Handball : champion de France - AC Doukas : champion de Grèce - Fotex Veszprém SE : champion de Hongrie - Hapoël Rishon LeZion : Champion d'Israël - HC Alpi Prato : Champion d'Italie - HC Granitas Kaunas : Champion de Lituanie | - FC Barcelone : tenant du titre - THW Kiel : champion d'Allemagne - HC Sparkasse Bruck : Champion d'Autriche - Initia HC Hasselt : Champion de Belgique - SKA Minsk : Champion de Biélorussie - HC Port Burgas : Champion de Bulgarie - RK Badel 1862 Zagreb : Champion de Croatie - GOG Gudme : Champion du Danemark - Portland San Antonio : Vice-champion d'Espagne - BK-46 Karis : Champion de Finlande - Montpellier Handball : champion de France - AC Doukas : champion de Grèce - Fotex Veszprém SE : champion de Hongrie - Hapoël Rishon LeZion : Champion d'Israël - HC Alpi Prato : Champion d'Italie - HC Granitas Kaunas : Champion de Lituanie | - FC Barcelone : tenant du titre - THW Kiel : champion d'Allemagne - HC Sparkasse Bruck : Champion d'Autriche - Initia HC Hasselt : Champion de Belgique - SKA Minsk : Champion de Biélorussie - HC Port Burgas : Champion de Bulgarie - RK Badel 1862 Zagreb : Champion de Croatie - GOG Gudme : Champion du Danemark - Portland San Antonio : Vice-champion d'Espagne - BK-46 Karis : Champion de Finlande - Montpellier Handball : champion de France - AC Doukas : champion de Grèce - Fotex Veszprém SE : champion de Hongrie - Hapoël Rishon LeZion : Champion d'Israël - HC Alpi Prato : Champion d'Italie - HC Granitas Kaunas : Champion de Lituanie | - FC Barcelone : tenant du titre - THW Kiel : champion d'Allemagne - HC Sparkasse Bruck : Champion d'Autriche - Initia HC Hasselt : Champion de Belgique - SKA Minsk : Champion de Biélorussie - HC Port Burgas : Champion de Bulgarie - RK Badel 1862 Zagreb : Champion de Croatie - GOG Gudme : Champion du Danemark - Portland San Antonio : Vice-champion d'Espagne - BK-46 Karis : Champion de Finlande - Montpellier Handball : champion de France - AC Doukas : champion de Grèce - Fotex Veszprém SE : champion de Hongrie - Hapoël Rishon LeZion : Champion d'Israël - HC Alpi Prato : Champion d'Italie - HC Granitas Kaunas : Champion de Lituanie | - FC Barcelone : tenant du titre - THW Kiel : champion d'Allemagne - HC Sparkasse Bruck : Champion d'Autriche - Initia HC Hasselt : Champion de Belgique - SKA Minsk : Champion de Biélorussie - HC Port Burgas : Champion de Bulgarie - RK Badel 1862 Zagreb : Champion de Croatie - GOG Gudme : Champion du Danemark - Portland San Antonio : Vice-champion d'Espagne - BK-46 Karis : Champion de Finlande - Montpellier Handball : champion de France - AC Doukas : champion de Grèce - Fotex Veszprém SE : champion de Hongrie - Hapoël Rishon LeZion : Champion d'Israël - HC Alpi Prato : Champion d'Italie - HC Granitas Kaunas : Champion de Lituanie | - FC Barcelone : tenant du titre - THW Kiel : champion d'Allemagne - HC Sparkasse Bruck : Champion d'Autriche - Initia HC Hasselt : Champion de Belgique - SKA Minsk : Champion de Biélorussie - HC Port Burgas : Champion de Bulgarie - RK Badel 1862 Zagreb : Champion de Croatie - GOG Gudme : Champion du Danemark - Portland San Antonio : Vice-champion d'Espagne - BK-46 Karis : Champion de Finlande - Montpellier Handball : champion de France - AC Doukas : champion de Grèce - Fotex Veszprém SE : champion de Hongrie - Hapoël Rishon LeZion : Champion d'Israël - HC Alpi Prato : Champion d'Italie - HC Granitas Kaunas : Champion de Lituanie | - FC Barcelone : tenant du titre - THW Kiel : champion d'Allemagne - HC Sparkasse Bruck : Champion d'Autriche - Initia HC Hasselt : Champion de Belgique - SKA Minsk : Champion de Biélorussie - HC Port Burgas : Champion de Bulgarie - RK Badel 1862 Zagreb : Champion de Croatie - GOG Gudme : Champion du Danemark - Portland San Antonio : Vice-champion d'Espagne - BK-46 Karis : Champion de Finlande - Montpellier Handball : champion de France - AC Doukas : champion de Grèce - Fotex Veszprém SE : champion de Hongrie - Hapoël Rishon LeZion : Champion d'Israël - HC Alpi Prato : Champion d'Italie - HC Granitas Kaunas : Champion de Lituanie | - FC Barcelone : tenant du titre - THW Kiel : champion d'Allemagne - HC Sparkasse Bruck : Champion d'Autriche - Initia HC Hasselt : Champion de Belgique - SKA Minsk : Champion de Biélorussie - HC Port Burgas : Champion de Bulgarie - RK Badel 1862 Zagreb : Champion de Croatie - GOG Gudme : Champion du Danemark - Portland San Antonio : Vice-champion d'Espagne - BK-46 Karis : Champion de Finlande - Montpellier Handball : champion de France - AC Doukas : champion de Grèce - Fotex Veszprém SE : champion de Hongrie - Hapoël Rishon LeZion : Champion d'Israël - HC Alpi Prato : Champion d'Italie - HC Granitas Kaunas : Champion de Lituanie | - FC Barcelone : tenant du titre - THW Kiel : champion d'Allemagne - HC Sparkasse Bruck : Champion d'Autriche - Initia HC Hasselt : Champion de Belgique - SKA Minsk : Champion de Biélorussie - HC Port Burgas : Champion de Bulgarie - RK Badel 1862 Zagreb : Champion de Croatie - GOG Gudme : Champion du Danemark - Portland San Antonio : Vice-champion d'Espagne - BK-46 Karis : Champion de Finlande - Montpellier Handball : champion de France - AC Doukas : champion de Grèce - Fotex Veszprém SE : champion de Hongrie - Hapoël Rishon LeZion : Champion d'Israël - HC Alpi Prato : Champion d'Italie - HC Granitas Kaunas : Champion de Lituanie | - Red Boys Differdange : Champion du Luxembourg - RK Pelister Bitola : Champion de Macédoine - Viking HK Stavanger : Champion de Norvège - E&O Emmen : Championnat des Pays-Bas - Iskra Kielce : Champion de Pologne - ABC Braga : Champion du Portugal - HC Minaur Baia Mare : Championnat de Roumanie - Kaustik Volgograd : Champion de Russie - RK Celje Pivovarna Laško : champion de Slovénie - Redbergslids IK : Champion de Suède - Pfadi Winterthur : Champion de Suisse - HC Kovopetrol Plzen : Champion de République tchèque - ASKİ SK : Champion de Turquie - ZTR Zaporijia : Champion d'Ukraine - Étoile rouge de Belgrade : RF Yougoslavie | - Red Boys Differdange : Champion du Luxembourg - RK Pelister Bitola : Champion de Macédoine - Viking HK Stavanger : Champion de Norvège - E&O Emmen : Championnat des Pays-Bas - Iskra Kielce : Champion de Pologne - ABC Braga : Champion du Portugal - HC Minaur Baia Mare : Championnat de Roumanie - Kaustik Volgograd : Champion de Russie - RK Celje Pivovarna Laško : champion de Slovénie - Redbergslids IK : Champion de Suède - Pfadi Winterthur : Champion de Suisse - HC Kovopetrol Plzen : Champion de République tchèque - ASKİ SK : Champion de Turquie - ZTR Zaporijia : Champion d'Ukraine - Étoile rouge de Belgrade : RF Yougoslavie | - Red Boys Differdange : Champion du Luxembourg - RK Pelister Bitola : Champion de Macédoine - Viking HK Stavanger : Champion de Norvège - E&O Emmen : Championnat des Pays-Bas - Iskra Kielce : Champion de Pologne - ABC Braga : Champion du Portugal - HC Minaur Baia Mare : Championnat de Roumanie - Kaustik Volgograd : Champion de Russie - RK Celje Pivovarna Laško : champion de Slovénie - Redbergslids IK : Champion de Suède - Pfadi Winterthur : Champion de Suisse - HC Kovopetrol Plzen : Champion de République tchèque - ASKİ SK : Champion de Turquie - ZTR Zaporijia : Champion d'Ukraine - Étoile rouge de Belgrade : RF Yougoslavie | - Red Boys Differdange : Champion du Luxembourg - RK Pelister Bitola : Champion de Macédoine - Viking HK Stavanger : Champion de Norvège - E&O Emmen : Championnat des Pays-Bas - Iskra Kielce : Champion de Pologne - ABC Braga : Champion du Portugal - HC Minaur Baia Mare : Championnat de Roumanie - Kaustik Volgograd : Champion de Russie - RK Celje Pivovarna Laško : champion de Slovénie - Redbergslids IK : Champion de Suède - Pfadi Winterthur : Champion de Suisse - HC Kovopetrol Plzen : Champion de République tchèque - ASKİ SK : Champion de Turquie - ZTR Zaporijia : Champion d'Ukraine - Étoile rouge de Belgrade : RF Yougoslavie | - Red Boys Differdange : Champion du Luxembourg - RK Pelister Bitola : Champion de Macédoine - Viking HK Stavanger : Champion de Norvège - E&O Emmen : Championnat des Pays-Bas - Iskra Kielce : Champion de Pologne - ABC Braga : Champion du Portugal - HC Minaur Baia Mare : Championnat de Roumanie - Kaustik Volgograd : Champion de Russie - RK Celje Pivovarna Laško : champion de Slovénie - Redbergslids IK : Champion de Suède - Pfadi Winterthur : Champion de Suisse - HC Kovopetrol Plzen : Champion de République tchèque - ASKİ SK : Champion de Turquie - ZTR Zaporijia : Champion d'Ukraine - Étoile rouge de Belgrade : RF Yougoslavie | - Red Boys Differdange : Champion du Luxembourg - RK Pelister Bitola : Champion de Macédoine - Viking HK Stavanger : Champion de Norvège - E&O Emmen : Championnat des Pays-Bas - Iskra Kielce : Champion de Pologne - ABC Braga : Champion du Portugal - HC Minaur Baia Mare : Championnat de Roumanie - Kaustik Volgograd : Champion de Russie - RK Celje Pivovarna Laško : champion de Slovénie - Redbergslids IK : Champion de Suède - Pfadi Winterthur : Champion de Suisse - HC Kovopetrol Plzen : Champion de République tchèque - ASKİ SK : Champion de Turquie - ZTR Zaporijia : Champion d'Ukraine - Étoile rouge de Belgrade : RF Yougoslavie | - Red Boys Differdange : Champion du Luxembourg - RK Pelister Bitola : Champion de Macédoine - Viking HK Stavanger : Champion de Norvège - E&O Emmen : Championnat des Pays-Bas - Iskra Kielce : Champion de Pologne - ABC Braga : Champion du Portugal - HC Minaur Baia Mare : Championnat de Roumanie - Kaustik Volgograd : Champion de Russie - RK Celje Pivovarna Laško : champion de Slovénie - Redbergslids IK : Champion de Suède - Pfadi Winterthur : Champion de Suisse - HC Kovopetrol Plzen : Champion de République tchèque - ASKİ SK : Champion de Turquie - ZTR Zaporijia : Champion d'Ukraine - Étoile rouge de Belgrade : RF Yougoslavie | - Red Boys Differdange : Champion du Luxembourg - RK Pelister Bitola : Champion de Macédoine - Viking HK Stavanger : Champion de Norvège - E&O Emmen : Championnat des Pays-Bas - Iskra Kielce : Champion de Pologne - ABC Braga : Champion du Portugal - HC Minaur Baia Mare : Championnat de Roumanie - Kaustik Volgograd : Champion de Russie - RK Celje Pivovarna Laško : champion de Slovénie - Redbergslids IK : Champion de Suède - Pfadi Winterthur : Champion de Suisse - HC Kovopetrol Plzen : Champion de République tchèque - ASKİ SK : Champion de Turquie - ZTR Zaporijia : Champion d'Ukraine - Étoile rouge de Belgrade : RF Yougoslavie | - Red Boys Differdange : Champion du Luxembourg - RK Pelister Bitola : Champion de Macédoine - Viking HK Stavanger : Champion de Norvège - E&O Emmen : Championnat des Pays-Bas - Iskra Kielce : Champion de Pologne - ABC Braga : Champion du Portugal - HC Minaur Baia Mare : Championnat de Roumanie - Kaustik Volgograd : Champion de Russie - RK Celje Pivovarna Laško : champion de Slovénie - Redbergslids IK : Champion de Suède - Pfadi Winterthur : Champion de Suisse - HC Kovopetrol Plzen : Champion de République tchèque - ASKİ SK : Champion de Turquie - ZTR Zaporijia : Champion d'Ukraine - Étoile rouge de Belgrade : RF Yougoslavie | - Red Boys Differdange : Champion du Luxembourg - RK Pelister Bitola : Champion de Macédoine - Viking HK Stavanger : Champion de Norvège - E&O Emmen : Championnat des Pays-Bas - Iskra Kielce : Champion de Pologne - ABC Braga : Champion du Portugal - HC Minaur Baia Mare : Championnat de Roumanie - Kaustik Volgograd : Champion de Russie - RK Celje Pivovarna Laško : champion de Slovénie - Redbergslids IK : Champion de Suède - Pfadi Winterthur : Champion de Suisse - HC Kovopetrol Plzen : Champion de République tchèque - ASKİ SK : Champion de Turquie - ZTR Zaporijia : Champion d'Ukraine - Étoile rouge de Belgrade : RF Yougoslavie | - Red Boys Differdange : Champion du Luxembourg - RK Pelister Bitola : Champion de Macédoine - Viking HK Stavanger : Champion de Norvège - E&O Emmen : Championnat des Pays-Bas - Iskra Kielce : Champion de Pologne - ABC Braga : Champion du Portugal - HC Minaur Baia Mare : Championnat de Roumanie - Kaustik Volgograd : Champion de Russie - RK Celje Pivovarna Laško : champion de Slovénie - Redbergslids IK : Champion de Suède - Pfadi Winterthur : Champion de Suisse - HC Kovopetrol Plzen : Champion de République tchèque - ASKİ SK : Champion de Turquie - ZTR Zaporijia : Champion d'Ukraine - Étoile rouge de Belgrade : RF Yougoslavie | - Red Boys Differdange : Champion du Luxembourg - RK Pelister Bitola : Champion de Macédoine - Viking HK Stavanger : Champion de Norvège - E&O Emmen : Championnat des Pays-Bas - Iskra Kielce : Champion de Pologne - ABC Braga : Champion du Portugal - HC Minaur Baia Mare : Championnat de Roumanie - Kaustik Volgograd : Champion de Russie - RK Celje Pivovarna Laško : champion de Slovénie - Redbergslids IK : Champion de Suède - Pfadi Winterthur : Champion de Suisse - HC Kovopetrol Plzen : Champion de République tchèque - ASKİ SK : Champion de Turquie - ZTR Zaporijia : Champion d'Ukraine - Étoile rouge de Belgrade : RF Yougoslavie | - Red Boys Differdange : Champion du Luxembourg - RK Pelister Bitola : Champion de Macédoine - Viking HK Stavanger : Champion de Norvège - E&O Emmen : Championnat des Pays-Bas - Iskra Kielce : Champion de Pologne - ABC Braga : Champion du Portugal - HC Minaur Baia Mare : Championnat de Roumanie - Kaustik Volgograd : Champion de Russie - RK Celje Pivovarna Laško : champion de Slovénie - Redbergslids IK : Champion de Suède - Pfadi Winterthur : Champion de Suisse - HC Kovopetrol Plzen : Champion de République tchèque - ASKİ SK : Champion de Turquie - ZTR Zaporijia : Champion d'Ukraine - Étoile rouge de Belgrade : RF Yougoslavie | - Red Boys Differdange : Champion du Luxembourg - RK Pelister Bitola : Champion de Macédoine - Viking HK Stavanger : Champion de Norvège - E&O Emmen : Championnat des Pays-Bas - Iskra Kielce : Champion de Pologne - ABC Braga : Champion du Portugal - HC Minaur Baia Mare : Championnat de Roumanie - Kaustik Volgograd : Champion de Russie - RK Celje Pivovarna Laško : champion de Slovénie - Redbergslids IK : Champion de Suède - Pfadi Winterthur : Champion de Suisse - HC Kovopetrol Plzen : Champion de République tchèque - ASKİ SK : Champion de Turquie - ZTR Zaporijia : Champion d'Ukraine - Étoile rouge de Belgrade : RF Yougoslavie | - Red Boys Differdange : Champion du Luxembourg - RK Pelister Bitola : Champion de Macédoine - Viking HK Stavanger : Champion de Norvège - E&O Emmen : Championnat des Pays-Bas - Iskra Kielce : Champion de Pologne - ABC Braga : Champion du Portugal - HC Minaur Baia Mare : Championnat de Roumanie - Kaustik Volgograd : Champion de Russie - RK Celje Pivovarna Laško : champion de Slovénie - Redbergslids IK : Champion de Suède - Pfadi Winterthur : Champion de Suisse - HC Kovopetrol Plzen : Champion de République tchèque - ASKİ SK : Champion de Turquie - ZTR Zaporijia : Champion d'Ukraine - Étoile rouge de Belgrade : RF Yougoslavie |
| Premier tour | | | | | | | | | | | | | | | | | | | | | | | | | | | | | |
| - RK Borac Travnik : Champion de Bosnie-Herzégovine | - RK Borac Travnik : Champion de Bosnie-Herzégovine | - RK Borac Travnik : Champion de Bosnie-Herzégovine | - RK Borac Travnik : Champion de Bosnie-Herzégovine | - RK Borac Travnik : Champion de Bosnie-Herzégovine | - RK Borac Travnik : Champion de Bosnie-Herzégovine | - RK Borac Travnik : Champion de Bosnie-Herzégovine | - RK Borac Travnik : Champion de Bosnie-Herzégovine | - RK Borac Travnik : Champion de Bosnie-Herzégovine | - RK Borac Travnik : Champion de Bosnie-Herzégovine | - RK Borac Travnik : Champion de Bosnie-Herzégovine | - RK Borac Travnik : Champion de Bosnie-Herzégovine | - RK Borac Travnik : Champion de Bosnie-Herzégovine | - RK Borac Travnik : Champion de Bosnie-Herzégovine | - RK Borac Travnik : Champion de Bosnie-Herzégovine | - Shevardeni G.T.U. Tbilissi : Champion de Géorgie | - Shevardeni G.T.U. Tbilissi : Champion de Géorgie | - Shevardeni G.T.U. Tbilissi : Champion de Géorgie | - Shevardeni G.T.U. Tbilissi : Champion de Géorgie | - Shevardeni G.T.U. Tbilissi : Champion de Géorgie | - Shevardeni G.T.U. Tbilissi : Champion de Géorgie | - Shevardeni G.T.U. Tbilissi : Champion de Géorgie | - Shevardeni G.T.U. Tbilissi : Champion de Géorgie | - Shevardeni G.T.U. Tbilissi : Champion de Géorgie | - Shevardeni G.T.U. Tbilissi : Champion de Géorgie | - Shevardeni G.T.U. Tbilissi : Champion de Géorgie | - Shevardeni G.T.U. Tbilissi : Champion de Géorgie | - Shevardeni G.T.U. Tbilissi : Champion de Géorgie | - Shevardeni G.T.U. Tbilissi : Champion de Géorgie | - Shevardeni G.T.U. Tbilissi : Champion de Géorgie |

## Phase préliminaire

### Premier tour
| Équipe           | Aller   | Total   | Retour  | Équipe                     |
| ---------------- | ------- | ------- | ------- | -------------------------- |
| RK Borac Travnik | 24 – 24 | 46 – 58 | 22 – 34 | Shevardeni G.T.U. Tbilissi |

### Deuxième tour
| Équipe                   | Aller   | Total   | Retour  | Équipe                     |
| ------------------------ | ------- | ------- | ------- | -------------------------- |
| FC Barcelone             | 44 – 15 | 74 – 31 | 30 – 16 | Shevardeni G.T.U. Tbilissi |
| Red Boys Differdange     | 26 – 40 | 46 – 80 | 20 – 40 | Viking HK Stavanger        |
| Pfadi Winterthur         | 35 – 24 | 62 – 56 | 27 – 32 | Iskra Kielce               |
| BK-46 Karis              | 18 – 32 | 28 – 67 | 10 – 35 | Fotex Veszprém SE          |
| Étoile rouge de Belgrade | 30 – 22 | 49 – 54 | 19 – 32 | SKA Minsk                  |
| HC Granitas Kaunas       | 21 – 25 | 37 – 52 | 16 – 27 | ZTR Zaporijjia             |
| HC Alpi Prato            | 31 – 21 | 60 – 45 | 29 – 24 | HC Port Burgas             |
| HC Sparkasse Bruck       | 21 – 32 | 38 – 64 | 17 – 32 | RK Badel 1862 Zagreb       |
| Montpellier Handball     | 30 – 27 | 56 – 48 | 26 – 21 | ASKİ SK                    |
| HC Minaur Baia Mare      | 29 – 24 | 47 – 48 | 18 – 24 | GOG Gudme                  |
| RK Pelister Bitola       | 30 – 27 | 52 – 57 | 22 – 30 | HC Kovopetrol Plzen        |
| AC Doukas                | 22 – 26 | 43 – 56 | 21 – 30 | THW Kiel                   |
| RK Celje                 | 32 – 16 | 75 – 41 | 43 – 25 | E&O Emmen                  |
| Kaustik Volgograd        | 30 – 21 | 60 – 52 | 30 – 31 | ABC Braga                  |
| Portland San Antonio     | 37 – 17 | 68 – 33 | 31 – 16 | Initia HC Hasselt          |
| Redbergslids Göteborg    | 27 – 12 | 45 – 34 | 18 – 22 | Hapoël Rishon LeZion       |

## Phase de groupe

### Groupe A
|   | Équipe               | Pts | J | G | N | P | Bp  | Bc  | Diff |  | Résultats (dom.\ext.) |       |       |       |       |
| - | -------------------- | --- | - | - | - | - | --- | --- | ---- |  | --------------------- | ----- | ----- | ----- | ----- |
| 1 | Badel 1862 Zagreb    | 10  | 6 | 5 | 0 | 1 | 150 | 127 | 23   |  | Badel 1862 Zagreb     |       | 19-18 | 25-24 | 25-18 |
| 2 | Fotex Veszprém KSE   | 6   | 6 | 3 | 0 | 3 | 147 | 130 | 17   |  | Fotex Veszprém KSE    | 27-25 |       | 26-17 | 37-22 |
| 3 | Montpellier Handball | 6   | 6 | 3 | 0 | 3 | 134 | 134 | 0    |  | Montpellier Handball  | 21-23 | 21-17 |       | 29-23 |
| 4 | HC Alpi Prato        | 2   | 6 | 1 | 0 | 5 | 128 | 168 | -40  |  | HC Alpi Prato         | 19-33 | 26-22 | 20-22 |       |

### Groupe B
|   | Équipe           | Pts | J | G | N | P | Bp  | Bc  | Diff |  | Résultats (dom.\ext.) |       |       |       |       |
| - | ---------------- | --- | - | - | - | - | --- | --- | ---- |  | --------------------- | ----- | ----- | ----- | ----- |
| 1 | FC Barcelone     | 11  | 6 | 5 | 1 | 0 | 183 | 135 | 48   |  | FC Barcelone          |       | 30-22 | 33-25 | 39-26 |
| 2 | ZTR Zaporijia    | 6   | 6 | 3 | 0 | 3 | 148 | 154 | -6   |  | ZTR Zaporijia         | 20-29 |       | 28-22 | 25-23 |
| 3 | Pfadi Winterthur | 5   | 6 | 2 | 1 | 3 | 154 | 160 | -6   |  | Pfadi Winterthur      | 25-25 | 25-29 |       | 28-21 |
| 4 | SKA Minsk        | 2   | 6 | 1 | 0 | 5 | 136 | 175 | -39  |  | SKA Minsk             | 17-30 | 25-24 | 24-29 |       |

### Groupe C
|   | Équipe              | Pts | J | G | N | P | Bp  | Bc  | Diff |  | Résultats (dom.\ext.) |       |       |       |       |
| - | ------------------- | --- | - | - | - | - | --- | --- | ---- |  | --------------------- | ----- | ----- | ----- | ----- |
| 1 | THW Kiel            | 12  | 6 | 6 | 0 | 0 | 181 | 149 | 32   |  | THW Kiel              |       | 30-25 | 28-23 | 35-29 |
| 2 | Kaustik Volgograd   | 6   | 6 | 3 | 0 | 3 | 166 | 168 | -2   |  | Kaustik Volgograd     | 23-30 |       | 31-21 | 34-28 |
| 3 | GOG Gudme           | 4   | 6 | 2 | 0 | 4 | 160 | 180 | -20  |  | GOG Gudme             | 26-31 | 35-28 |       | 29-28 |
| 4 | Viking HK Stavanger | 2   | 6 | 1 | 0 | 5 | 166 | 176 | -10  |  | Viking HK Stavanger   | 23-27 | 24-25 | 34-26 |       |

### Groupe D
|   | Équipe                   | Pts | J | G | N | P | Bp  | Bc  | Diff |  | Résultats (dom.\ext.)    |       |       |       |       |
| - | ------------------------ | --- | - | - | - | - | --- | --- | ---- |  | ------------------------ | ----- | ----- | ----- | ----- |
| 1 | RK Celje Pivovarna Laško | 9   | 6 | 4 | 1 | 1 | 178 | 142 | 36   |  | RK Celje Pivovarna Laško |       | 27-24 | 31-16 | 38-22 |
| 2 | Portland San Antonio     | 8   | 6 | 4 | 0 | 2 | 167 | 158 | 9    |  | Portland San Antonio     | 35-31 |       | 23-19 | 28-22 |
| 3 | Redbergslids Göteborg    | 7   | 6 | 3 | 1 | 2 | 146 | 141 | 5    |  | Redbergslids Göteborg    | 24-24 | 33-25 |       | 29-20 |
| 4 | HC Kovopetrol Plzen      | 0   | 6 | 0 | 0 | 6 | 129 | 179 | -50  |  | HC Kovopetrol Plzen      | 21-27 | 26-32 | 18-25 |       |

## Phase finale

### Quarts de finale
| Équipe 1           | Aller   | Cumul   | Retour  | Équipe 2                 |
| ------------------ | ------- | ------- | ------- | ------------------------ |
| ZTR Zaporijia      | 21 – 22 | 43 – 48 | 22 – 25 | Badel 1862 Zagreb        |
| Fotex Veszprém KSE | 29 – 29 | 53 – 58 | 24 – 29 | FC Barcelone             |
| THW Kiel           | 21 – 24 | 48 – 50 | 27 – 36 | Portland San Antonio     |
| Kaustik Volgograd  | 18 – 22 | 41 – 51 | 23 – 29 | RK Celje Pivovarna Laško |

### Demi-finales
| Équipe 1                 | Aller   | Cumul   | Retour  | Équipe 2             |
| ------------------------ | ------- | ------- | ------- | -------------------- |
| RK Celje Pivovarna Laško | 35 – 32 | 61 – 62 | 26 – 30 | FC Barcelone         |
| Badel 1862 Zagreb        | 27 – 22 | 50 – 48 | 23 – 26 | Portland San Antonio |

### Finale
Finale aller
| 10 avril 1999 18h15 | Badel 1862 Zagreb             | 22 – 22   | FC Barcelone                                     | Arena Zagreb, Zagreb, Croatie Affluence : 10 000 Arbitrage : Jan Boye Bjarne Munk Jensen |
| 10 avril 1999 18h15 | Zvonimir Bilić, Goran Šprem 5 | (14 – 13) | Rafael Guijosa 6 Enric Masip, Iñaki Urdangarin 4 | Arena Zagreb, Zagreb, Croatie Affluence : 10 000 Arbitrage : Jan Boye Bjarne Munk Jensen |
| 10 avril 1999 18h15 | ×3 ×1                         | Rapport   | ×3 ×1                                            | Arena Zagreb, Zagreb, Croatie Affluence : 10 000 Arbitrage : Jan Boye Bjarne Munk Jensen |

Finale retour
| 17 avril 1999 16h30 | FC Barcelone                       | 29 – 18 | Badel 1862 Zagreb                               | Palau Blaugrana, Barcelone, Espagne Affluence : 8 000 Arbitrage : Manfred Bülow Wilfried Lübker |
| 17 avril 1999 16h30 | Rafael Guijosa 8 Demetrio Lozano 6 | (14- 7) | Zlatko Saračević 8 Božidar Jović, Goran Šprem 3 | Palau Blaugrana, Barcelone, Espagne Affluence : 8 000 Arbitrage : Manfred Bülow Wilfried Lübker |
| 17 avril 1999 16h30 | ×3 ×0 ×1                           | Rapport | ×3 ×7 ×1                                        | Palau Blaugrana, Barcelone, Espagne Affluence : 8 000 Arbitrage : Manfred Bülow Wilfried Lübker |

## Les champions d'Europe
| Vainqueur de la Ligue des champions de l'EHF 1998-1999 FC Barcelone 5e titre |

L'effectif du FC Barcelone était :
| Gardiens de but - David Barrufet - Tomas Svensson - José Manuel Sierra Arrières - Iñaki Urdangarín - Mateo Garralda - Joaquín Soler - Demetrio Lozano - Ion Belaustegui | Demi-centres - Enric Masip - Xavier O'Callaghan Ailiers - Rafael Guijosa - Antonio Carlos Ortega - Patrik Ćavar - Roger Magriñá - Bernat Ribas | Pivots - Andrei Xepkin - Alexandru Dedu - Josep Espar - Carlos Prieto Entraîneur - Valero Rivera |